# Carlos Baleba
Carlos Noom Quomah Baleba (Duala, Camerún, 3 de enero de 2004) es un futbolista camerunés. Juega de centrocampista y su equipo es el Brighton & Hove Albion F. C. de la Premier League inglesa.

## Trayectoria
Nacido en Duala, el padre de Baleba también fue futbolista y pertenece a la etnia de los Bassa. Formado en la academia EF Brasseries du Cameroun, firmó en el Lille O. S. C. francés en enero de 2022. Tras pasar por el segundo equipo del club, debutó en la Ligue 1 el 7 de agosto de 2022 en la victoria por 4-1 sobre el A. J. Auxerre.
El 29 de agosto de 2023 fichó por el Brighton & Hove Albion de la Premier League inglesa por cinco años.

## Selección nacional
En junio de 2024 hizo su debut con la selección de Camerún en un encuentro frente a Cabo Verde que ganaron por cuatro a uno.

## Estadísticas
Actualizado al último partido disputado el 25 de mayo de 2025.
| Club                                    | Div.          | Temporada     | Liga  | Liga  | Copas nacionales | Copas nacionales | Copas internacionales | Copas internacionales | Total | Total |
| Club                                    | Div.          | Temporada     | Part. | Goles | Part.            | Goles            | Part.                 | Goles                 | Part. | Goles |
| --------------------------------------- | ------------- | ------------- | ----- | ----- | ---------------- | ---------------- | --------------------- | --------------------- | ----- | ----- |
| Lille O. S. C. II Francia               | 5.ª           | 2021-22       | 9     | 1     | —                | —                | —                     | —                     | 9     | 1     |
| Lille O. S. C. II Francia               | 5.ª           | 2022-23       | 4     | 0     | —                | —                | —                     | —                     | 4     | 0     |
| Lille O. S. C. II Francia               | Total club    | Total club    | 13    | 1     | 0                | 0                | 0                     | 0                     | 13    | 1     |
| Lille O. S. C. Francia                  | 1.ª           | 2022-23       | 19    | 0     | 2                | 0                | —                     | —                     | 21    | 0     |
| Lille O. S. C. Francia                  | 1.ª           | 2023-24       | 2     | 0     | —                | —                | 0                     | 0                     | 2     | 0     |
| Lille O. S. C. Francia                  | Total club    | Total club    | 21    | 0     | 2                | 0                | 0                     | 0                     | 23    | 0     |
| Brighton & Hove Albion F. C. Inglaterra | 1.ª           | 2023-24       | 27    | 0     | 4                | 0                | 6                     | 0                     | 37    | 0     |
| Brighton & Hove Albion F. C. Inglaterra | 1.ª           | 2024-25       | 34    | 3     | 6                | 1                | ―                     | ―                     | 40    | 4     |
| Brighton & Hove Albion F. C. Inglaterra | Total club    | Total club    | 61    | 3     | 10               | 1                | 6                     | 0                     | 77    | 4     |
| Total carrera                           | Total carrera | Total carrera | 95    | 4     | 12               | 1                | 6                     | 0                     | 113   | 5     |